# Niagara Falls Flyers
Unter dem Namen Niagara Falls Flyers nahmen zwei kanadische Junioren-Eishockeymannschaften aus Niagara Falls (Ontario) am Spielbetrieb der Ontario Hockey Association teil. Das erste Franchise, das zwei Memorial Cups gewann, existierte von 1960 bis 1972 und firmiert heute als Sudbury Wolves. Ein zweites Franchise trug von 1976 bis 1982 den Namen der Flyers und ist heute als Saginaw Spirit aktiv. Beide Teams trugen ihre Heimspiele in der Niagara Falls Memorial Arena aus, die ca. 3000 Zuschauern Platz bot.

## Geschichte
Die ersten Niagara Falls Flyers wurden gegründet, als die Barrie Flyers im Jahre 1960 nach Niagara Falls umzogen. Zu dieser Zeit fungierten auch Junioren-Mannschaften als Farmteams; Kooperationspartner der Flyers waren die Boston Bruins. Bereits kurze Zeit nach der Umsiedlung des Franchise stellten sich erste sportliche Erfolge ein, so errang man in der Saison 1962/63 die Hamilton Spectator Trophy als punktbeste Mannschaft der regulären Saison und wurde im Anschluss auch Meister der Ontario Hockey Association (J. Ross Robertson Cup). Gleichbedeutend mit der Meisterschaft war die Teilnahme am Memorial Cup 1963, in dessen Finale die Flyers allerdings den Edmonton Oil Kings unterlagen. Bereits zwei Jahre später gewannen die Flyers wieder die Hamilton Spectator Trophy sowie den J. Ross Robertson Cup und trafen im Memorial-Cup-Finale erneut auf die Oil Kings, die sie allerdings dieses Mal bezwangen und somit ihren ersten Memorial Cup gewannen. Alle drei Trophäen gewannen die Flyers 1968 erneut und jeweils zum letzten Mal, da das Franchise vom Eigentümer, General Manager und Trainer Hap Emms im Jahre 1972 verkauft wurde und der neue Eigentümer das Team nach Greater Sudbury verlegte, wo es seither als Sudbury Wolves firmiert.
Noch im gleichen Jahr erwarb Hap Emms die St. Catharines Black Hawks, die er dann vier Jahre später nach Niagara Falls umsiedelte und somit die zweite Flyers-Mannschaft ins Leben rief. Erneut fungierte er als General Manager und Trainer, allerdings nur zwei Jahre, bis er das Franchise 1978 wieder verkaufte. In den letzten vier Jahren, von denen das Team zwei Saisons in der neu gegründeten Ontario Hockey League spielte, stand jedes Jahr ein anderer Trainer hinter der Bande. Abgesehen von der Emms Trophy für den ersten Platz in der Emms Division und dem Erreichen des J.-Ross-Robertson-Cup-Finales (3:4 gegen die Peterborough Petes) kam kein weiterer nennenswerter Erfolg der Mannschaft hinzu. 1982 wurde das Team nach North Bay verlegt, wo es fortan unter dem Namen North Bay Centennials am Spielbetrieb teilnahm.

## Erfolge
| Memorial Cup kanadischer Juniorenmeister - 1965 – gegen die Edmonton Oil Kings - 1968 – gegen die Estevan Bruins | Hamilton Spectator Trophy Meister der regulären Saison der OHA - 1963 – 69 Punkte - 1965 – 81 Punkte | J. Ross Robertson Cup Meister der OHA - 1963 - 1965 - 1968 | Emms Trophy Sieger der Emms Division - 1979 |

## Franchiserekorde
Ausgewählte Spielerrekorde jeweils über die gesamte Zeit des ersten und zweiten Franchise.
| Kategorie                     | Name            | Anzahl |
| Meiste Spiele                 | Rick Ley        | 197    |
| Meiste Punkte                 | Derek Sanderson | 269    |
| Meiste Tore                   | Derek Sanderson | 105    |
| Meiste Vorlagen               | Derek Sanderson | 164    |
| Meiste Punkte als Verteidiger | Rick Ley        | 128    |
| Meiste Strafminuten           | Derek Sanderson | 431    |

| Kategorie                     | Name         | Anzahl |
| Meiste Spiele                 | Mark Renaud  | 202    |
| Meiste Punkte                 | Steve Ludzik | 358    |
| Meiste Tore                   | Steve Larmer | 137    |
| Meiste Vorlagen               | Steve Ludzik | 233    |
| Meiste Punkte als Verteidiger | Mark Renaud  | 128    |
| Meiste Strafminuten           | John Gibson  | 549    |

## Spieler

### Preisträger
Sieben Spieler der Flyers wurden während ihrer Zeit in Niagara Falls mit individuellen Trophäen der Ontario Hockey Association bzw. Ontario Hockey League ausgezeichnet.
- 1962/63: Wayne Maxner – Red Tilson Trophy und Eddie Powers Memorial Trophy
- 1963/64: Bernie Parent – Dave Pinkney Trophy
- 1964/65: Bernie Parent – Dave Pinkney Trophy
- 1966/67: Derek Sanderson – Eddie Powers Memorial Trophy
- 1967/68: Tom Webster – Eddie Powers Memorial Trophy und William Hanley Trophy
- 1976/77: Mike Gartner – Emms Family Award
- 1978/79: Nick Ricci – F. W. „Dinty“ Moore Trophy
- 1981/82: Ron Meighan – Max Kaminsky Trophy

### Hockey Hall of Fame
Mit Bernie Parent und Mike Gartner sind zwei ehemalige Spieler der Niagara Falls Flyers in der Hockey Hall of Fame vertreten.

### NHL
Folgende Spieler wurden in einem Entry bzw. Amateur Draft der National Hockey League in der ersten Runde ausgewählt.
| Draftjahr | Spieler        | Position | Team                |
| --------- | -------------- | -------- | ------------------- |
| 1966      | Steve Atkinson | 6.       | Detroit Red Wings   |
| 1968      | Brad Selwood   | 10.      | Toronto Maple Leafs |
| 1969      | Don Tannahill  | 3.       | Boston Bruins       |
| 1972      | Don Lever      | 3.       | Vancouver Canucks   |
| 1972      | Jim Schoenfeld | 5.       | Buffalo Sabres      |

Folgende Spieler der Flyers spielten später in der National Hockey League. Die Auflistung erhebt keinen Anspruch auf Vollständigkeit.
1960–1972
- Mike Amodeo
- John Arbour
- Don Awrey
- Terry Crisp
- Gary Dornhoefer
- Doug Favell
- Bill Goldsworthy
- Randy Holt
- Don Lever
- Rick Ley
- Jim Lorentz
- Bob Manno
- Don Marcotte
- Gilles Marotte
- Brent Meeke
- Wilf Paiement
- Bernie Parent
- Jean-Paul Parisé
- Jean Pronovost
- Derek Sanderson
- Ron Schock
- Jim Schoenfeld
- Eric Vail
- Tom Webster
- Ed Westfall
- Barry Wilkins
- Dunc Wilson

1976–1982
- Daryl Evans
- Lou Franceschetti
- Bob Froese
- Mike Gartner
- John Gibson
- Paul Gillis
- Steve Larmer
- Steve Ludzik
- Andrew McBain
- Kevin McClelland
- Mark Osborne
- Mark Renaud
- Nick Ricci
- Bill Stewart
- Tom Thornbury

## Trainer
- 1960–1972 Hap Emms
- 1976–1978 Hap Emms
- 1978–1979 Bert Templeton
- 1979–1980 Barry Boughner & Fred Stanfield
- 1980–1981 Paul Gauthier
- 1981–1982 Bert Templeton

## Spielzeiten
| Saison  | GP | W  | L  | T  | P  | P %   | GF  | GA  | Platzierung               | Play-offs          |
| ------- | -- | -- | -- | -- | -- | ----- | --- | --- | ------------------------- | ------------------ |
| 1960/61 | 48 | 22 | 21 | 5  | 49 | 0.510 | 165 | 166 | 4. OHA                    |                    |
| 1961/62 | 50 | 16 | 23 | 11 | 43 | 0.430 | 193 | 193 | 4. OHA (Provincial Jr. A) |                    |
| 1962/63 | 50 | 31 | 12 | 7  | 69 | 0.690 | 212 | 146 | 1. OHA (Provincial Jr. A) | Sieger             |
| 1963/64 | 56 | 26 | 22 | 8  | 60 | 0.536 | 207 | 178 | 4. OHA                    |                    |
| 1964/65 | 56 | 36 | 11 | 9  | 81 | 0.723 | 236 | 168 | 1. OHA                    | Sieger             |
| 1965/66 | 48 | 23 | 15 | 10 | 56 | 0.583 | 210 | 162 | 3. OHA                    |                    |
| 1966/67 | 48 | 23 | 15 | 10 | 56 | 0.583 | 238 | 195 | 3. OHA                    |                    |
| 1967/68 | 54 | 32 | 15 | 7  | 71 | 0.657 | 255 | 169 | 4. OHA                    | Sieger             |
| 1968/69 | 54 | 28 | 24 | 2  | 58 | 0.537 | 223 | 229 | 4. OHA                    |                    |
| 1969/70 | 54 | 10 | 41 | 3  | 23 | 0.213 | 151 | 313 | 10. OHA                   |                    |
| 1970/71 | 62 | 11 | 44 | 7  | 29 | 0.234 | 193 | 350 | 10. OHA                   |                    |
| 1971/72 | 63 | 27 | 27 | 9  | 63 | 0.500 | 280 | 293 | 6. OHA                    |                    |
|         |    |    |    |    |    |       |     |     |                           |                    |
| 1976/77 | 66 | 15 | 45 | 6  | 36 | 0.273 | 254 | 370 | 6. OMJHL (Emms Division)  | nicht qualifiziert |
| 1977/78 | 68 | 17 | 41 | 10 | 44 | 0.324 | 261 | 340 | 6. OMJHL (Emms Division)  | nicht qualifiziert |
| 1978/79 | 68 | 43 | 21 | 4  | 90 | 0.662 | 361 | 243 | 1. OMJHL (Emms Division)  | Finale             |
| 1979/80 | 68 | 29 | 39 | 0  | 58 | 0.426 | 325 | 355 | 4. OMJHL (Emms Division)  | 2. Runde           |
| 1980/81 | 68 | 30 | 36 | 2  | 62 | 0.456 | 354 | 359 | 5. OHL (Emms Division)    | 2. Runde           |
| 1981/82 | 68 | 31 | 34 | 3  | 65 | 0.478 | 311 | 338 | 4. OHL (Emms Division)    | 1. Runde           |

 GP = Spiele, W = Siege, L = Niederlagen, T = Unentschieden, P= Punkte, P %= Punktequote, GF = Tore, GA = Gegentore

## Logos

Logo von 1960 bis 1972
Logo von 1976 bis 1980
Logo von 1980 bis 1982